# Vanity Fare
Vanity Fare, brittisk popgrupp bildad 1966 i Kent, England. Medlemmar i gruppen var då Trevor Brice (sång), Tony Goulden (gitarr), Tony Jarrett (basgitarr), och Dick Allix (trummor). De kallade sig i början The Avengers. De fick sin första hit med "I Live for the Sun" sedan de bytt gruppnamn till ovanstående namn. 1969 kom nästa hitsingel "Early in the Morning", och sedan gruppens mest kända låt "Hitchin' a Ride" en topp tio-hit både i USA och hemlandet.
Alla originalmedlemmar utom Brice och Jarrett slutade dock då en turné i USA inte visat sig lönsam. Deras ersättare blev Erica Wheeler (gitarr) och Mark Ellen (trummor). De hade en mindre hit med "Better by Far". Detta var gruppens sista märkbara hit, men gruppen har fortsatt vara aktiv in på 2000-talet.

## Diskografi
Studioalbum
- The Sun. The Wind. And Other Things (1968)
- Early in the Morning (1970)
- Hitchin' A Ride (1970)
- Vanity Fare (1981)
- Beach Party (1994)

Samlingsalbum
- Greatest Hits (1973)
- Pop Diamonds (1980)
- The Sun The Wind And Other Things (1991)
- I Live For The Sun: Complete Recordings 1966-76 (2xCD) (2015)

Singlar (urval)
- "I Live for the Sun" (1968)
- "Early in the Morning" (1969)
- "Hitchin' a Ride" (1970)